# Dynamická posturografie
Dynamická posturografie, patřící mezi posturografické techniky, je metodou měření posturální (postojové) rovnováhy ve statických a dynamických testech. 

## Dynamická posturografie

### Provedení vyšetření
Dynamická posturografie se od statické posturografie obecně liší užitím speciální aparatury s pohyblivou horizontální plošinou. Pohyby pacienta se přenáší jako informace v měnícím se reálném čase. Počítač používá k ovládání elektrických motorů, které jsou schopny pohybovat posturografickou plošinou v horizontální rovině a při náklonu. Takto testovací protokoly posturografie vytváří sekvenci standardizovaných pohybů na ohraničené posturografické plošině. Přístroj by měl zohledňovat výšku a váhu pacienta. Speciální počítačový software všechny tyto údaje sjednotí a vytvoří jejich grafické znázornění a vyhodnocení, díky čemuž je poté možné srovnat výsledky vyšetření s běžnými hodnotami, případně mezi sebou u téhož pacienta nebo různými osobami.
Testovací protokoly obvykle zahrnují tzv. smyslový organizační test, test motorické kontroly a adaptační test. Měří se spontánní pohyby těla v limitovaném čase a reakce vyvolané neočekávanými prudkými pohyby plošiny a/nebo okolního vizuálního prostředí. 
Dle potřeby je možné počítačovou dynamickou posturografii kombinovat s jinými technikami, jako jsou například elektronystagmografie (ENG) a elektromyografie. 

### Význam dynamické posturografie
Hlavním důvodem (indikací) k vyšetření dynamické počítačové posturografie jsou závratě a poruchy rovnováhy.
Dle dosud provedené meta-analýzy není dynamická posturografie schopna rozlišit různé příčiny závrati, není schopna lokalizace léze ani testovat vestibulo-spinální reflexy. American Academy of Neurology (AAN, 1993) ji nicméně deklaruje jako slibnou metodu při výběru pacientů pro rehabilitaci, návrh léčby, hodnocení odpovědi na léčbu a hodnocení rizika vzniku pádů.